# Stephonyx pirloti
Stephonyx pirloti is een vlokreeftensoort uit de familie van de Uristidae. De wetenschappelijke naam van de soort is voor het eerst geldig gepubliceerd in 1938 door Sheard.